# 睡眠不足
睡眠不足（英語：Sleep deprivation，也稱為sleep insufficiency，或是sleeplessness），是指沒充足的睡眠時間和/或睡眠品質來支持個人良好的警覺性、表現、和健康。這種症狀或是慢性的，或是急性的，有各式不同的嚴重程度。
急性睡眠不足是指個人的睡眠時間比平時少，或在短時間內根本不睡覺 - 通常持續的時間是一到兩天。慢性（長期）睡眠不足是指個人長期睡眠時間低於理想的時間長度。長期睡眠不足經常與失眠混淆。雖然長期睡眠不足和失眠都是睡眠時間長度和/或品質降低，而且是身體功能受損，但其間的區別在於入睡的能力。睡眠不足的人在正常的情況下能快速入睡，但失眠的人是難以入眠。
長期讓睡眠時間受限會對大腦和認知功能產生不利影響。然而在某些情況下，睡眠不足反而會讓精力和警覺性增加，以及改善情緒；睡眠不足甚至被用作治療抑鬱症的方法，但其長期後果尚未被評估過。
對於急性的完全剝奪睡眠和長期的部分睡眠限制，其間影響的比較，少有人做過研究。人類長期不睡眠的情況並不常見（除非他們患有致命性失眠症，或是因為手術而引起的特定問題）；而短暫的微睡眠似乎也無法避免。長期完全把睡眠剝奪會導致受實驗動物的死亡。

## 原因

### 失眠
失眠是六種睡眠異常症狀之一，有21–37%的成年人受其影響。失眠有許多症狀很易識別，包括白天過度嗜睡、沮喪或擔心睡眠、注意力/專注力/或記憶力方面的問題、極端情緒變化或煩躁、缺乏精力或動機、工作表現不佳、影響親密關系。、以及緊張性的頭痛或是胃痛。
失眠可分為原發性和繼發性，或共病失眠。
原發性失眠是種睡眠障礙，無法歸因於醫學、精神、或環境的原因。原發性失眠可分為三種主要類型: 心理生理性失眠、原因不明失眠、和睡眠狀態誤解(矛盾式失眠)。心理生理性失眠係由焦慮所引起。原因不明失眠通常始於童年，而會持續一生。有人認為這種失眠是大腦中控制睡眠 - 覺醒週期部分的神經化學問題，導致睡眠信號不足，或覺醒信號過度活躍的結果。當人們獲得足夠的睡眠，卻錯誤地認為他們的睡眠不足時，就會對自己的睡眠狀態有誤解。
繼發性失眠或共病失眠症與其他醫學、神經學、心理、和精神疾病同時發生。並不一定含有因果關係。
睡眠屬於累積性。表示個人因沒入睡（例如徹夜未眠），疲勞將會延續到第二天。幾天沒有獲得足夠的睡眠，累積起來就會形成不足現象，然後就是睡眠不足的所有症狀會出現。一個休息良好，且健康的人通常會在快速動眼期（REM）睡眠階段花費較少時間。研究顯示，在快速眼動期睡眠階段所花費的時間與隨後清醒時期的時間呈反比關係。
致命性失眠症是種神經退化障礙的病症，最終導致完全無法度過非快速動眼睡眠(NREM) 的第1階段。除失眠之外，患者可能會出現驚恐發作、偏執、恐懼症、幻覺、體重快速下降、和失智症。患者通常在發病後7至36個月之間死亡。

### 睡眠呼吸中止症
阻塞性睡眠呼吸中止症通常是由上呼吸道在睡眠期間塌陷而導致流向肺部的空氣減少。患有這種症狀的人可能會因用力呼吸或是感到窒息而驚醒、睡眠不安、早晨頭痛、早晨意識模糊、或是易怒、和煩躁等症狀。有1%到10%的美國人受到這種疾患的影響。如果不予治療，會產生許多嚴重的健康後果。使用持續正壓呼吸器（CPAP）、APAP（Automatic positive airway pressure）、或是BPAP（Bilevel, or variable positive airway pressure）等器械給予氣道正壓的治療，都是針對這種症狀的一線治療選擇。在某些情況下，可使用下頜移位裝置，重新把下頜和舌頭定位，防止氣道塌陷。對於某些患者，可能要用到補充氧氣治療。如鼻中隔偏曲等問題會關閉氣道，並增加粘膜和鼻甲的腫脹，在某些情況下，採用矯正手術（鼻中隔成形術）會是合適的做法。
中樞性睡眠呼吸中止症是由於中樞神經系統未能在睡眠期間向身體發出呼吸信號所引起。可使用類似於阻塞性睡眠呼吸中止的治療法，以及其他治療方法（例如順應性支持換氣法（Adaptive Servo Ventilation）和某些藥物治療）。有些藥物（如鴉片類藥物）可能會引起或是造成中樞性睡眠呼吸中止。

### 自願性睡眠剝奪
由於缺乏睡眠慾望，或習慣性使用興奮劑，睡眠不足有時可能是自我強加所造成。睡眠剝奪也是為特別表演中要打破世界紀錄，以取得個人名望而自我強加的結果。

### 精神病
目前，世界有近四分之一的人口受到睡眠障礙的困擾。常年有睡眠問題的人更容易罹患精神疾患，如躁鬱症、廣泛性焦慮症、自殺念頭，尤其是抑鬱症。。双向情感障碍患者轉變為躁狂之前通常會出現失眠期，而且資料顯示在大約30%的患者中，會因睡眠不足而誘發躁狂狀態。睡眠不足會是最終導致双向情感障碍發生的共同途徑，双向情感障碍患者通常對睡眠的需求會持續減少。
睡眠不足的症狀和精神分裂症的症狀平行發展，包括正性症狀（positive symptoms）和認知症狀。

### 學校
美國非營利組織國家睡眠基金會引用一篇1996 年的論文，顯示大學院校學生每晚的平均睡眠時間少於6小時。在2018年所做的一項研究，強調學生需要睡個好覺，資料顯示在期末考當週的五個晚上平均睡8小時的學生在考試的得分高於那些沒睡足的學生。
在這項研究，有70.6%的學生報告睡眠時間少於8小時，有多達27%的學生面臨至少一種睡眠障礙的風險。睡眠不足在一年級大學生中很常見，因為他們正處於適應大學生活和社交活動的壓力之中。
台灣國立中正大學心理學系進行的一項研究，結論是大一新生每週的睡眠時間最少。
廣泛的使用不同方法論，對平日較晚開始上課的學校所做的研究，均報告對青少年的睡眠、健康、和學習有益處。相較之下，沒有研究顯示平日較早開始上課對學生的睡眠、健康、或學習有任何積極影響。在國際研究中得到的龐大的數據顯示，絕大多數教育機構的開始上課時間與青少年生理時鐘“同步”的開始上課時間相比，都過早。明尼蘇達大學在1997年所做的研究，把早上7點15分開始上學的學生與8點40分才開始上學的學生進行比較。研究發現在早上8點40分開始的學生有較多的睡眠，比較早上課的學生成績更好。有四分之一的美國高中生承認他們每週至少在課堂上睡著過一次。
人類在少年時期，晝夜節律和睡眠模式通常會發生顯著變化。對腦電圖(EEG)的研究顯示，在青春期非快速動眼睡眠（NREM）期間，深度（第3階段）睡眠減少50%，delta波峰值幅度減少75%。學校的開始上課時間通常與相應的睡眠偏移延遲不相容，導致大多數青少年的睡眠時間不足。

### 住院時的睡眠
在荷蘭全國所做的研究發現，住在醫院的普通病房患者的睡眠與在家的相比，總睡眠時間較短（少83分鐘）、在夜間會醒來較多次，和早上較早醒來。超過70%的人因外部原因而醒來，例如被醫院工作人員喚醒(35.8%)。另外干擾睡眠的因素也包括其他患者的噪音、醫療器械、疼痛、和如廁。患者在加護病房（ICU）的睡眠剝奪更為嚴重，由於自然發生的夜間分泌褪黑激素的峰值不存在，而可能把正常的睡眠 - 覺醒週期打亂。然而，由於住院患者的個人特質和臨床情況相當多樣，改善睡眠和晝夜節律的可能解決方案應根據個人情況，並在病房的可能範圍內量身定製。可考慮採取多種干預措施來幫助配合患者特質、改善醫院作業程序或是醫院環境。

### 互聯網
一項刊載在《經濟行為與組織雜誌》上的研究報告說使用寬頻互聯網與睡眠不足有關聯。研究的結論是，有寬頻服務的人比沒有的人往往會少睡25分鐘，因此他們不太可能達到有科學根據的7-9小時睡眠。另一項對沙烏地紹德國王大學附屬醫學城435名非醫務人員進行的研究顯示，十分之九的受訪者在就寢時間會使用智慧型手機，最常用的是社群媒體(80.5%)。研究發現，睡前使用智慧型手機超過60分鐘的參與者比使用時間少於15分鐘的參與者，有高於7.4倍的機會會有較差的睡眠品質。

## 影響和後果

睡眠不足對於健康的主要影響。

### 大腦
有項研究建議，透過神經成像檢測，對健康對照組中的參與者剝奪35小時的睡眠時數後，大腦會受到負面的影響，而無法對情緒事件做有條理及適當的反應。
睡眠不足對個人在警覺性和認知能力產生負面的影響，被認為是因為大腦活動和功能下降的緣故。這些變化主要發生在兩個區域：丘腦（一個與警覺和注意力有關的區域）；和前額葉皮質(一個促進警覺性、注意力、和高級認知過程
的區域)。這是一項美國在2000年的研究結果。對17名20多歲的男性所做的測試，在使用漸進式剝奪睡眠，分別在0、24、48、和72個小時後，通過測量葡萄糖（完全局部腦葡萄糖代謝率（absolute regional cerebral metabolic rate of glucose ））、認知表現、警覺性、情緒、和主觀體驗。也在固定的時間間隔收集警覺性、認知表現、和情緒的測量值。並使用正子斷層照影（PET）掃描並觀測認知表現的晝夜節律。
加利福尼亞大學有項在2002年所做的著名動物研究顯示，非快速動眼睡眠(NREM) 是關閉神經遞質並讓其受體“休息”，是恢復敏感性所必需，使得單胺神經遞質（去甲腎上腺素、血清素、和組織胺）在自然產生的水準時有效運作。這樣就可達到改善情緒調節和提高學習的能力。研究還發現，剝奪快速眼動睡眠(REM)可把重性抑鬱疾患症狀緩解，因為這樣做類似於模仿選擇性5-羥色胺再攝取抑制劑(SSRI)的抗抑鬱作用。因此REM期間會自然降低的單胺神經遞質現象不會發生，而大腦中的神經遞質的濃度反會增加，而這種神經遞質在重性抑鬱疾患患者身上會消耗殆盡。在REM階段之外的睡眠可讓酶把由自由基引起的腦細胞損傷修復。人體在清醒時的高代謝活動會損害到酶本身，而阻止有效修復。在這項研究中，首度得到睡眠剝奪可直接導致大鼠腦損傷的證據。
在動物研究顯示，睡眠不足會把壓力荷爾蒙的水準提高，成人大腦中新細胞的產生速率會降低。

### 注意力和工作記憶
睡眠不足會導致的身體後果中，最重要的應該是造成注意力和工作記憶的缺陷；這種在日常生活中的失誤會導致不良的結果，從烹飪時時忘記添加配料，到做筆記時漏記一句。做事所需的注意力似乎與每晚的睡眠時數相關聯，注意力會隨著睡眠時數減少而下降。工作記憶可透過心理測時法等方法做測試。
注意力失誤也會擴展到更為關鍵的領域，後果可能會攸關生死。因睡眠不足導致的注意力不集中會導致車禍和工業災難。研究人員為測量注意力缺陷程度，通常採用精神運動警戒測試法(PVT)，這項測試要求受試者在隨機時間間隔燈光閃亮時按下按鈕。未能因應刺激（光）而按下按鈕，被當作發生錯誤，錯誤發生的原因是來自睡眠剝奪之後所引發的微睡眠。
重要的是，個人對其疲勞的主觀評估通常無法預測PVT的實際表現。雖然完全睡眠不足的人通常會知道到他們受到損害的程度，但慢性（較輕）睡眠剝奪所產生的失誤會隨著時間的推移而累積，因此他們的數量和嚴重程度與完全（急性）睡眠剝奪造成的結果相同。然而，長期睡眠不足的人會認為自己的受損程度遠低於完全睡眠不足的參與者。由於人們在評估自己執行任務（如駕車等）的能力時通常會採取主觀的態度，這樣的評估可能會導致他們得出錯誤的結論，而在需要持續注意的時候，但實際上他們的能力已經受到損害。

### 情緒
睡眠不足對情緒的影響比對認知和運動性能的影響更爲顯著 。睡眠不足會降低個體的情緒體驗和反應能力，減少正性情緒，增加負面情緒 。睡眠不會增加嗜睡、疲勞、情緒混亂、緊張、和總體情緒障礙的程度，而這些都在一到兩個晚上的充分睡眠後恢復到基線水準。
抑鬱和睡眠是雙向關係。睡眠不足會導致抑鬱症的發展，抑鬱症會導致失眠、嗜睡症、或阻塞型睡眠呼吸暫停。在成年抑鬱症患者中，約有75%會出現失眠。睡眠不足無論程度如何都會引起嚴重的焦慮，從而更增時間的睡眠不足，往往會導致焦慮水準的增加。而焦慮或壓力又讓躁動和覺醒增加，使人更加清醒加重睡眠不足。
睡眠不足也會對情緒有些積極影響，並可用於治療抑鬱症。個人生物時鐘在睡眠不足時，會影響情緒的作用。那些在早上精神較好的人（早睡型，或稱“早鳥型”）在睡眠剝奪後會變得更加沮喪，而那些在晚上精神較好的人（遲睡型，或稱“夜貓子”）反會顯現出情緒改善。
睡眠不足會導致人體分泌過多的皮質醇 。皮質醇的增加會放大個體對壓力的感受，導致情緒不穩定、易怒和易激惹，同時也會增加抑郁、焦慮等心理或情緒障礙的風險 。
睡眠不足會導致個體感受到更強烈的負面情緒（如憤怒、抑郁、害怕和疲憊），以及更少的正性情緒（如幸福和活力）。 這可能由於睡眠不足會降低個體使用認知重評作爲情緒調節策略的能力從而增加負面情緒和減少正性情緒。

### 駕車能力
睡眠不足的危險更會在道路上凸顯；美國睡眠醫學會(AASM)報告說，有五分之一的嚴重機動車傷害與駕駛員疲勞有關，每天有80,000名車輛駕駛在駕駛時睡著，每年有250,000起交通事故與睡眠有關聯，但美國國家公路交通安全管理局認為交通事故的數字只接近100,000起。AASM建議駕駛在感覺困倦時，把車輛駛離公路，並小睡15或20分鐘後再重新上路。
根據2000年發表在英國醫學期刊上的一項研究，澳大利亞和新西蘭的研究人員報告，睡眠不足所產生的某些危險影響，與酒後駕駛相同。持續开車17-19小時的人比血液酒精濃度為0.05%（這是大多數西歐國家和澳大利亞對酒駕的法定限制）的人表現更差。另一項研究顯示，持續开車16小時後，駕駛者的性能開始下降，而到21小時的時候，嚴重程度相當於血液酒精濃度為0.08%，這已達到加拿大、美國、和英國酒後駕駛的血液酒精濃度限制。
貨車和客車司機的疲勞問題已引起許多國家當局的關注，這些國家也制定專門法律，以降低因司機疲勞而發生交通事故的風險。不同國家和地區使用的駕駛法規中都有關於最短休息時間、最長排班時間長度、和班次間最短間隔時間的規定，例如歐洲聯盟的司機工作時間規定，和美國的駕駛服務時間規定。
發生在1989年的阿拉斯加港灣漏油事件是美國史上第二大漏油事件。這起事故發生在埃克森美孚的一艘油輪在阿拉斯加州威廉王子灣撞上礁石後。大約有1,080萬加侖的原油洩漏到海上。這起事故造成巨大的環境破壞，包括數十萬隻鳥類和海洋生物的死亡。造成事故的近因是船長以及整體船員都感到疲勞和睡眠不足。

### 睡眠轉換
睡眠傾向(Sleep propensity，SP)可定義為從清醒狀態轉換到入睡狀態的就緒程度，或者如果已經入睡，則維持睡眠狀態的能力。睡眠剝奪會導致睡眠潛伏期（入睡所需的時間）減少，而讓這種傾向增加，可透過多項生理睡眠檢查(PSG)來衡量。睡眠傾向也可在從非快速動眼睡眠的輕度階段到更深的慢波睡眠的過程中，被縮短的轉換期作為指標來衡量。
平均而言，一夜無眠後，健康成年人的睡眠潛伏期會縮短幾分鐘，而從非快速動眼睡眠的輕度階段到到慢波睡眠的潛伏期則會減半。睡眠潛伏期通常使用多次入睡潛伏期間測試(multiple sleep latency test，MSLT)進行測量。相比之下，維持覺醒測試 (maintenance of wakefulness test，MWT)也使用到睡眠潛伏期，但種測試是衡量參與者保持清醒（當被要求時），而不是入睡的能力。

### 睡眠 - 喚醒週期
對睡眠剝奪的研究，顯示它對情緒、認知、和運動功能的影響，會由於睡眠 - 覺醒週期的失調和睡眠傾向而增加。多項研究確定丘腦和控制晝夜節律和體內平衡的多個神經系統的作用，對於了解睡眠剝奪會有幫助。為描述睡眠 - 覺醒週期的時間過程，可引用調節睡眠的兩過程模型。
這個模型提出體內平衡過程（過程S）和一個晝夜節律過程（過程C），它們相互作用決定睡眠的時間和強度。過程S代表驅動睡眠的作用，在清醒期間增加，在睡眠期間減少，直到某種閾值水準，而過程C是負責這些水準的振盪器。當睡眠被剝奪時，體內平衡壓力會累積到即使在最高的晝夜節律驅動之下，清醒功能也會降低的程度。

### 微睡眠
當一個人嚴重睡眠不足時，微睡眠就會出現。微睡眠通常持續幾秒鐘，當個人在感到困倦而試圖保持清醒時最常發生。而個人通常在做些單調的事情時（譬如開車、看書、或盯著電腦）會陷入微睡眠狀態。微睡眠類似於短暫性意識喪失，有這樣狀況的人不會注意到這類事正在發生。
有種甚至更輕的睡眠在長時間被維持不睡的大鼠身上發現。這種被稱為局部睡眠的過程，特定的局部大腦區域會進入短暫（約80毫秒）但頻繁（約40次/分鐘），宛如NREM狀態的時期。雖然大鼠神經元在此間斷發生的時期是在關閉狀態，而看來似乎清醒，卻在測試中表現不佳。

### 心血管疾病
睡眠時間減少與許多心血管不良後果有關聯。美國心臟協會表示，睡眠不足是導致不良心臟代謝症狀和結果的危險因素。協會隨著其他已知的相關因素（如血壓、膽固醇、飲食、葡萄糖、體重、吸菸、和運動）之外，也推薦養成健康的睡眠習慣，以維持心臟的健康。美國疾病控制與預防中心（CDC）指出，每天睡眠少於7小時的成年人與睡眠充足的相比，更容易患慢性健康問題，包括心心臟病、冠狀動脈疾病、和中風。
在一項針對160,000多名健康、非肥胖成年人做跟踪研究，自我報告每天睡眠時間少於6小時的受試者在發生多項心臟代謝危險因素的風險會增加。他們呈現的是代謝症候群 - 腹部肥胖增加、空腹血糖升高、高血壓、低高密度脂蛋白升高、高三酸甘油脂血症。在這項研究中，由睡眠時間長短所產生的作用並未受到有無失眠的影響。
英國生物樣品庫對近500,000名沒有心血管疾病的成年人做研究，在7年的隨訪期間中，發現每天睡眠時間少於6小時的受試者罹患心肌梗塞(MI)的風險增加20%。有趣的是，當每晚超過9小時的睡眠時，也是一個危險因素。

### 免疫抑制
由於睡眠不足可能導致的無數健康後果中，免疫系統受到破壞（免疫抑制）是其中之一。雖然尚未對此十分了解，但研究人員認為睡眠為免疫系統提供足夠的能量，並讓在睡眠期間發生炎症甚為重要
。此外，正如睡眠可增強人腦的記憶力一樣，它可以幫助鞏固免疫系統的記憶或是增強後天免疫系統。
充足的睡眠可提高利用疫苗產生後天免疫的效果。當身體接觸疫苗中減弱或失活的抗原時，會啟動免疫反應。免疫系統學會識別抗原，並在將來再次接觸時，會開始展開攻擊。研究發現，接種疫苗後晚上不睡覺的人，不太可能產生適當的免疫反應，有時甚至需要第二劑來補強。通常睡眠不足的人也不能為身體提供足夠的時間來形成足夠的免疫記憶，而可能無法從疫苗接種中受益。
每晚睡眠時間少於6小時的人較易受到感染，也更容易罹患感冒或是流行性感冒。睡眠不足也會把患者待在加護病房的時間延長。

### 增加體重
睡眠不足會導致幾種對體重增加甚為重要的激素分泌失衡。睡眠剝奪會增加飢餓素的水準，並降低瘦蛋白的水準，導致飢餓感增加，和對高熱量食物的渴望。睡眠不足還與生長激素減少和皮質醇水準升高有關聯，這與導致肥胖症有關。睡眠不足的人也會在白天感到困倦和疲勞，而減少運動量。肥胖症也會導致睡眠品質不佳。超重或癡肥的人可能會出現阻塞型睡眠呼吸中止症狀、胃食道逆流 (GERD)、抑鬱症、哮喘、和骨關節炎，這些反過來都會把一晚好眠給擾亂。
對於大鼠, 經過長時間完全剝奪睡眠，會增加食物攝入量和能量的消耗, 淨影響是體重降低，最終死亡。這項研究得到的假設是中度慢性睡眠債務累積，伴隨習慣性過短睡眠，食慾和能量消耗會同時增加，但程式會傾向食物攝入較能量消耗為大，因為在當前的社會中隨時可取得高熱量的食物。

### 2型糖尿病
有人認為經歷短期睡眠限制的人比睡滿8小時的人處理葡萄糖的速度為慢，而增加罹患2型糖尿病的可能性。睡眠品質差與糖尿病，以及糖尿病前期患者的高血糖有關，但對其因果關係尚不清楚。研究人員懷疑睡眠不足會影響胰島素、皮質醇、和氧化應激的分泌，繼而影響到血糖的水準。睡眠剝奪會增加飢餓素以及降低瘦蛋白的水準。睡眠不足的人較會渴望食物以彌補能量不足。這種習慣會讓血糖升高，讓他們面臨肥胖症和糖尿病的風險。
在2005年，一項針對1,400多名參與者的研究顯示，習慣性只睡少數幾小時的人較有可能與2型糖尿病有關聯。然而由於這項研究僅著重在相關性，因此睡眠不足與糖尿病之間的因果關係尚不確定。研究報告的作者們指出一項較早的研究顯示，實驗性，而非習慣性的睡眠限制會導致葡萄糖耐力受損 (請參考糖尿病前期中英文部分#Impaired glucose tolerance)。

### 其他影響
國家睡眠基金會確定有幾個警告信號可顯示駕駛員已疲勞到危險的程度：包括搖下車窗、把收音機音量調高、難以睜開眼睛、頻頻點頭、偏離車道、和做白日夢。對在午夜開始至早上6:00之間單獨一人駕駛的司機的風險最大。
睡眠不足會對個人整體表現產生負面影響，並造成重大致命事故。主要案例是在2009年2月科爾根航空3407號班機空難事件，造成50人死亡，部分原因是飛行員疲勞，這事件促使美國聯邦航空局審查航空公司的作業流程以確保飛行員得到充分休息。在2010年，有10起航空管制員在值班時睡著的事件，而引起管理當局的審查。由於管制員常見的輪班做法會導致他們睡眠不足，而成為發生空中交通管制事故的因素。美國聯邦航空局審查換班的做法，發現管制員並未得到很好的休息。在2004年所做的一項研究還發現，每晚睡眠時間少於4小時的住院醫師與每晚睡眠時間超過7小時的（只佔接受調查醫師的11%）比較，犯下的錯誤超過兩倍。
受調查者在經過24小時的連續睡眠剝奪後，碰到與數字有關的任務，會選擇難度較小的，但在主觀報告上，他們不會減少對任務的努力程度。自然發生的睡眠不足會影響到日常任務的選擇，而通常會選擇較不費力的。睡眠時間較短的青少年對參與需要用到精細運動協調，以及要注重細節的體育活動的意願會降低。
嚴重的睡眠剝奪的結果與精神症類似：認知發生扭曲，會導致不適當的情緒和行為反應。
太空人報告說，在漫長的工作時間和保持清醒期間，以及由於晝夜節律中斷和環境因素導致的睡眠不足，會發生操作錯誤和認知能力下降（請參考太空旅行的睡眠）。
一項研究發現，整晚的睡眠被剝奪後，會導致第二天的心跳過速。
一般來說，睡眠剝奪可能會促使或是加劇下述的症狀：
- 肌肉酸痛[107]
- 混亂、記憶力衰減或喪失[108]
- 抑鬱[108]
- 發生錯誤記憶
- 發生入睡前幻覺（英语：hypnagogic）及醒來時幻覺（英语：hypnopompic），這是正常的現象 [109]
- 手部震顫[110]
- 頭痛
- 不適
- 針眼
- 眶周浮腫（英语：periorbital puffiness），俗稱“眼袋（bags under eyes，或eye bags）”
- 血壓升高[111]
- 壓力荷爾蒙（英语：stress hormone）水準升高[111]
- 增加罹患2型糖尿病的風險[111]
- 免疫力降低，對疾病的易感性升高[112]
- 罹患纖維肌痛的風險增加[113]
- 易怒[106]
- 眼球震顫[114]
- 肥胖症[111]
- 癲癇發作[115]
- 兒童情緒失控（英语：tantrum）[106]
- 暴力行為[116]
- 打哈欠 [106]
- 狂躁[117]
- 睡眠慣性 [118]
- 類似的症狀：
  - 注意力不足過動症(ADHD)[106]
  - 精神症[109][119][120]

## 評估
睡眠不足的患者會抱怨睡眠不足的症狀和體徵，例如疲勞、昏睡、昏昏欲睡時駕車、和認知困難。除非臨床醫生特別詢問患者，否則睡眠不足很容易被忽視和未受診斷。
有幾個問題對於評估睡眠時間、品質、還有睡眠受剝奪的原因很重要。睡眠模式（在平日和週末的典型就寢時間或是起床時間）、輪班工作、和小睡頻率可顯示睡眠不佳的直接原因，應討論睡眠的品質，並把疾病（如阻塞性睡眠呼吸呼吸中止和不寧腿綜合症）造成的原因排除
利用睡眠日記可得到有關睡眠模式的詳細信息。這種方式價格低廉、易於獲得、且易於使用。日記像24小時日誌般簡單，把睡眠時間，及其他相關信息做詳細記錄。如果對患者的依從性有任何顧慮，可使用如睡眠時間問卷(Sleep Timing Questionnaire，STQ)等方式取代睡眠日記。
如果對於自我報告的睡眠日記或問卷的正確性感覺有問題，掛在腕上做記錄的腕動計也是種有用、客觀的工具。腕動計的工作原理是記錄運動，使用計算機演算法來估計總睡眠時間、入睡潛伏期、入睡後醒來時間、以及睡眠效率。有些裝置上裝有光傳感器來記錄曝光的情況。

## 管理
雖然導致睡眠不足的原因很多，但如CDC、國家衛生院
、國家老化研究所、和美國家庭醫師學會等組織所建議，有些基本措施可促進優質的睡眠。關鍵就是要養成良好的睡眠習慣，也稱為睡眠衛生。關於睡眠衛生的建議中，包括有設定固定的睡眠時間、謹慎進行小睡、保持良好的睡眠環境（溫度涼爽、少受光線和噪音騷擾、舒適的床墊和枕頭）、每天運動、避免飲酒/吸菸/咖啡/過於豐富的晚餐、在接近就寢時間放鬆，並避免使用電子產品或做體育活動、還有在無法睡著時就不要繼續臥床。
對於長期非自願性的睡眠剝奪，在排除身體診斷症狀（例如睡眠呼吸中止）後，失眠的認知行為療法(CBT-i)通常被推薦作為一線治療。CBT-i包含五個不同的組成部分：認知療法、刺激控制、睡眠限制、睡眠衛生、以及放鬆。這些成分被證明對成人有效，具有臨床意義的效力。由於CBT-i具有副作用最小及長期的益處，因此與（慢性）藥物治療比較，會被建議優先採用。
有幾種做法可幫助提高警覺性，同時抵消睡眠剝奪的影響。當碰到急性睡眠剝奪時，在短時間內通常會使用咖啡因來提高清醒度；但如果經常攝取咖啡因，效果會降低。美國睡眠醫學會推薦的其他做法包括在預期剝奪之前的預防性睡眠、小睡、使用其他興奮劑、或是前面幾種的組合。但對抗睡眠不足的唯一確定，以及安全的方法，是增加在夜間的睡眠時間。

## 睡眠剝奪的用途

### 達成濫用及控制的目的
睡眠剝奪可用於讓受到虐待者產生迷惑，而達到濫用權力及控制的目的。

### 審訊
睡眠剝奪可當作審訊的手段，這會導致法庭對於這種方式是否被認定為酷刑的形式。
有種審訊技術，讓受審訊的對象維持在不睡覺的狀況態幾天，當最終對象入睡時，立即將其喚醒，然後繼續詢問。在1977年至1983年擔任以色列總理的梅纳赫姆·贝京描述他被蘇聯內務人民委員部（NKVD）監禁，並被剝奪睡眠的情況：
被審訊的囚犯的腦筋開始變得模糊。精神疲憊不堪，腿部無力，當時只有個願望：就是“睡覺”……任何有這種經驗的人都知道，即使是飢餓和口渴都無法與之相比。
睡眠剝奪是1970年代英國政府採用的詢問五法中的一種。歐洲人權法院裁定，這五種方法“沒造成所謂酷刑所隱含的特別強烈和殘忍的折磨...... [但]相等於不人道或有辱人格做法”，違反歐洲人權公約的精神。
美國司法部於2002年8月發布四份備忘錄，描述中央情報局（CIA）所使用的審訊技術。第一份備忘錄描述對阿布·祖拜達（被當作恐怖分子的後勤專家）的審訊所使用的10種技術，包括剝奪睡眠。由史提芬·布萊德布雷於2005年5月簽署的幾份備忘錄聲稱，把一名穿著尿布的囚犯銬在天花板上，透過強迫式睡眠剝奪長達180小時（7+1⁄2 天）並不構成酷刑，根據美國法律，多種審訊方法（包括剝奪睡眠）的組合也不構成酷刑。這些備忘錄在歐巴馬總統執政的頭幾個月就被否定和撤回。
使用極端式睡眠剝奪作為酷刑的問題，在贊成和反對方面都有倡導者。2006年，澳大利亞律政部部長菲利普·拉多克辯稱剝奪睡眠並不構成酷刑。國際特赦組織澳大利亞分部發言人妮可·比斯克(Nicole Bieske)曾表達組織的意見：“至少剝奪睡眠是殘忍、不人道和有辱人格的。如果長時間使用，那就是酷刑。”

### 治療抑鬱症
研究顯示睡眠限制在治療抑鬱症方面有某些潛力。患有抑鬱症的人往往較早出現快速眼動睡眠，快速眼動次數增加；因此，監測患者的腦電圖，並在發生快速眼動睡眠期間把他們喚醒，似乎有療效，把抑鬱症狀減輕。這種治療被稱為喚醒療法。有多達60%的憂鬱症患者在睡眠被剝奪後會改善，但大多數會在第二天晚上再復發。這種效應被證明與腦源性神經營養因子(BDNF) 的增加有關。在2014年對受到睡眠剝奪的人體代謝物組的綜合評估發現，在醒來後24小時後有27種代謝物增加，由於血清素、色氨酸、和牛磺酸增加，表示睡眠剝奪對抗抑鬱可發揮作用。
利用睡眠剝奪，加上藥物醫療，或是光照治療和相位超前（比正常時間更早就寢）相結合，可把復發率降低。許多三環類抗抑鬱藥可抑制快速眼動睡眠，為情緒和睡眠之間的聯繫提供額外的證據。同樣的，反苯環丙胺已被證明在足夠的劑量下可完全抑制快速眼動睡眠。

### 治療失眠
治療失眠，可採用短時間的睡眠剝奪。一些常見的睡眠剝奪已被證明對治療失眠的認知行為療法有反應。其中有個組成部分是“睡眠限制”的做法，以恢復睡眠的體內平衡，並鼓勵正常的“睡眠效率”發生。刺激控制和睡眠限制療法（請參考治療失眠的認知行為療法英文部分#sleep restriction therapy）的主要目標是在床和睡眠之間建立關聯。雖然在使用認知行為療法（CBT-I）時採用睡眠限制療法可顯示有療效，但單獨使用時的療效尚未得到證實。

## 美國睡眠習慣的變化
國家地理雜誌報導說，由於工作、社交活動、以及24小時皆可使用的家庭娛樂和互聯網，導致現代人們的睡眠比近代早期少。《今日美國》在2007年報導說，美國大多數成年人的平均睡眠時間比40年前的少了大約一個小時。
其他研究人員對此說法表示質疑。《睡眠》雜誌（月刊）在2004年的一篇社論指出，根據現有數據，近幾十年來成年人在24小時內的平均睡眠時數沒有顯著改變。此外，社論表示健康成年人需要的正常睡眠時間有個範圍，而非固定時數，許多用來顯示整個人群有長期嗜睡的指標，並不能通過科學的審查。
美國勞工部所屬的美國勞工統計局公佈的1965-1985年和1998-2001年美國時間使用調查數據，把兩者比較，美國成年人平均睡眠、小睡、和休息的中位數變化低於0.7%，從1965-1985年的平均每天482分鐘，到1998-2001年的479分鐘。

## 最長的不睡覺時間
蘭迪·加德納 (Randy Gardner) 擁有科學上，人類刻意不使用任何興奮劑而故意不睡覺，保持清醒264小時（11 天）的記錄（請參考蘭迪·加德納睡眠剝奪試驗），打破檀香山的湯姆·朗茲在檀香山創下的260小時記錄。